# 오마카세

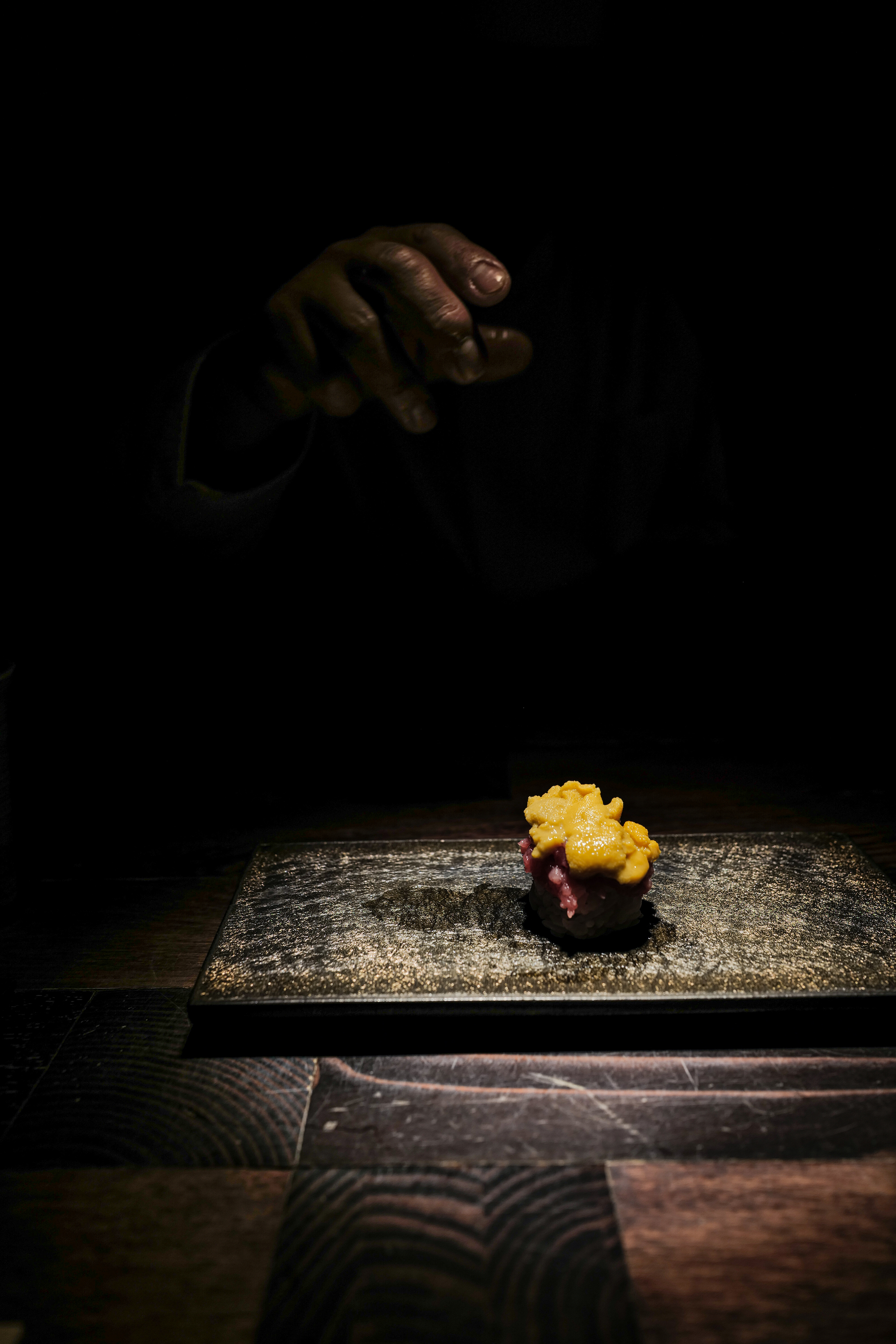
오마카세 초밥 - 요리사가 고객에게 계절별 최고의 음식을 하나씩 가져다주는 곳

오마카세(일본어: お任せ 오마카세[*])는 주방특선 요리 형식을 가리키는 일식 용어이다. '그날의 재료로 요리를 준비한 상차림'을 의미한다. 특별히 일본의 초밥요리에 관련해서 독특한 문화를 지칭할 때 일본어 단어를 그대로 쓴다. '맡김차림'으로 순화해서 부르기도 한다.
그 유래는 스페인과 포르투갈 등 이베리아 반도 지역에서의 메누델디아(스페인어: menú del día)와 프랑스의 타블 도트(프랑스어: table d'hôtes, 영어: host's table, 주인의 테이블) 문화가 대항해시대 이래로 일본에 전해진 것이다. 따라서, 음식이나 요리의 이름보다는 식당에서 음식을 제공하는 형태로 보아야 한다. 일본어의 '맡기다'는 뜻의 任せる(마카세루)에서 명사형인 任せ(마카세)의 앞에 존경형태인 お(오)를 붙여 오마카세로 불린다. 맡겼다는 부분에서 추측할 수 있듯이 정해진 메뉴가 아니라 그날그날 재료 등에 따라 스시가게의 주방장의 재량에 맡겨 정해진 요리를 내어주는 것을 의미한다. 우리나라 음식점으로 말하자면 “알아서 내주는 집” 정도로 표현할 수 있다.
정해진 손님을 받아 일정 부분만 제공하는 만큼 속도 및 손님 개개인의 취향을 기억해야하고 즉석에서 스시를 내어주며 어느 정도 설명을 해주어야 한다. 저렴하다고 해도 인당 최소 3~5만 원대의 가격과 네타(올라가는 회)나 샤리(밥)등에 의해 평가를 많이 당하는 업종이며 그 중에서도 스시 쪽에 전문성을 가진 셰프여야 어느 정도 운영하는데 무리가 없기 때문에 고객 서비스마저 떨어지면 입소문 위주로 유명해지기 때문에 뒤떨어지는 요인이 되기 때문이다.

## 종류 및 코스

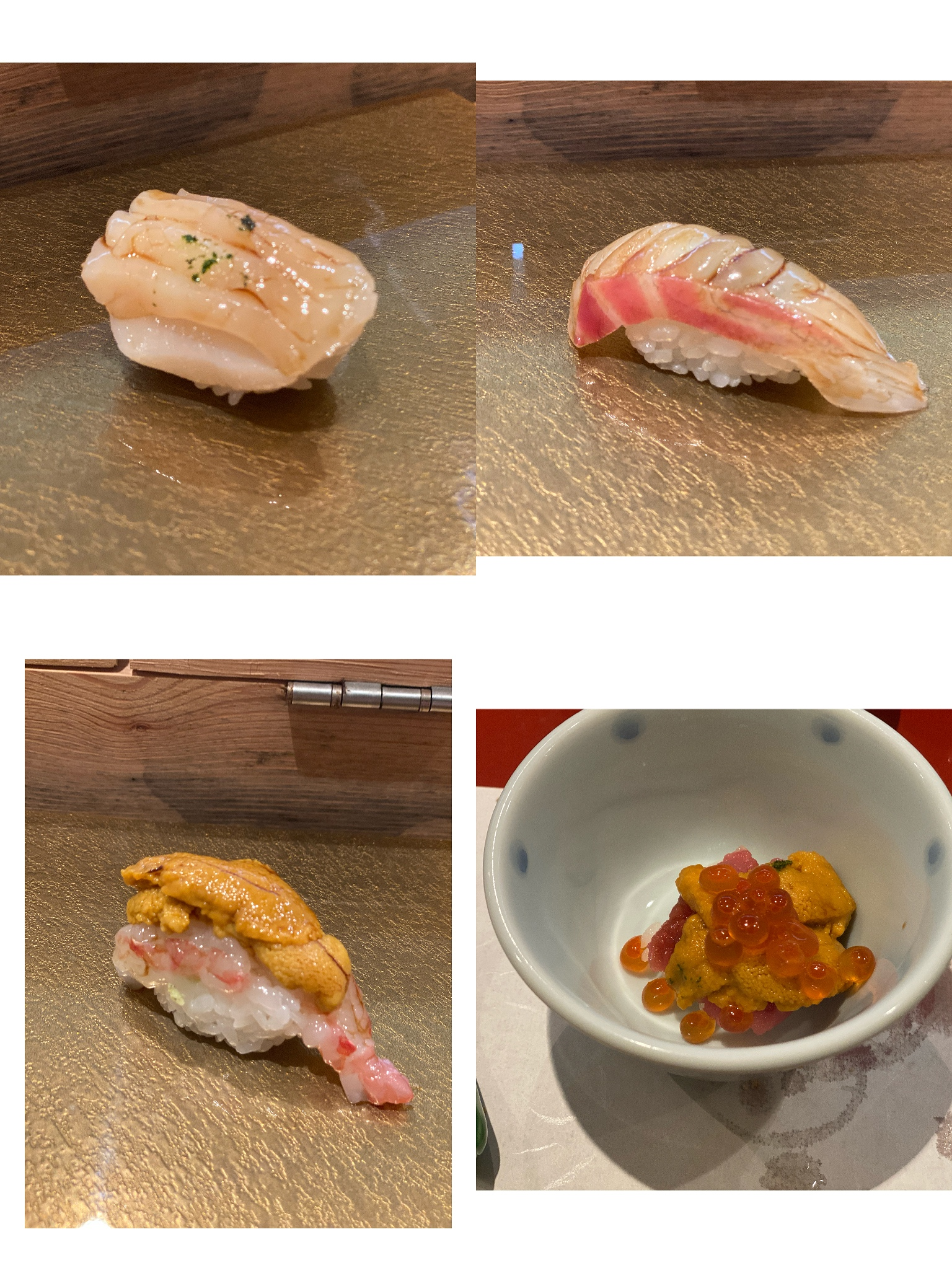
12코스 오마카세의 일부

종류는 사실 주방장의 재량으로 하는 음식인 점에서 정해진 재료가 특별히 있는 것은 아니지만 보통 광어, 참치, 전복(내장), 성게알 등이 인기있는 재료이고 숙성정도에 따라 평가가 극명히 달라지기 때문에 당일 수산시장에서 계절등에 따라 납품되는 신선한 재료위주로 만든다. 때문에 노르웨이 연어가 나오는 일은 거의 없다.
반면 코스는 암묵적으로 정해진 순서가 어느정도 있다. 첫 번 째로는 직접 만든 챠왕무시(茶碗蒸し)이다. 식전에 에피타이저 같은 것인데 그릇이라는 뜻의 '챠왕'에 쪘다는 뜻의 '무시'가 붙은 말이다. 한국말로 하면 달걀찜인데 일반적으로 우리나라에서 먹는 계란찜과 달리 푸딩같은 질감에 소량으로 나온다. 한국식 표기로 인해 '자완무시'등으로 표기하는 경우가 있는데 잘못 읽는 것이다. 이후에는 스시가 순서대로 나오는데 보통 중간정도에 게우소스에 전복이 같이 나온다.
마지막은 스시를 다 먹고 난 뒤 디저트 개념으로 '교꾸'가 나온다. 흔히 카스테라 같이 생겼으며 작은 조각으로 나오는데, 밀가루 등을 넣지 않고 게살, 생선살, 달걀 등을 이용해 만든것이며 제일 정성이 많이 들어가는 음식이다. 이후 녹차 아이스크림이나 기타 다른 직접 만든 디저트등을 추가로 내어 마무리 하고 그 사이에 '앵콜스시'라고 하여 가장 인기 있는 스시를 다시 내어주는 서비스가 있는 경우도 있다.

## 이용 방법
이전에는 고급음식에 속해 아는 사람만 찾는 형태의 가게였는데 SNS와 코로나19의 영향으로 맛집을 찾는 사람들 외에 정해진 소수의 손님만을 받는 문화가 뒷받침되어 급격히 대중화가 이루어지고 있다.
때문에 예전에는 전화 및 인터넷 예약으로 하였고 지금도 보통 그러한 방식으로 진행되는데 인기가 아주 많은 곳은 최소 1달 전부터 예약이 가능하다. 또한 못가게 된다고 하더라도 최소 이틀전에는 이야기 해주어야 한다. 정말 인기있는 곳은 인터넷에 예약 오픈 하자마자 자리가 사라지기 때문에 사양이 좋은 컴퓨터로 진행해야 한다.

## 같이 보기
- 오코노미야키